# ريان جونسون (لاعب هوكي الجليد)
ريان جونسون (بالإنجليزية: Ryan Johnson)‏ (و. 1976  م) هو لاعب هوكي الجليد كندي، ولد في ثاندر باي، أونتاريو، مركز لعبه هو مركز ‏.
.

## التعليم
تعلم في جامعة داكوتا الشمالية.

## روابط خارجية
- ريان جونسون على موقع دوري الهوكي الوطني (الإنجليزية)
- ريان جونسون على موقع EliteProspects.com (الإنجليزية)
- ريان جونسون على موقع HockeyDB.com (الإنجليزية)
- ريان جونسون على موقع Hockey-Reference.com (الإنجليزية)